# Desfile do Dia da Independência da Ucrânia
O Desfile do Dia da Independência em Kiev é o principal evento do Dia da Indepência da Ucrânia. O desfile é realizado anualmente em Kiev na de 24 de agosto.

## Contexto dos desfiles
O primeiro desfile em homenagem ao Dia da Independência foi realizado na rua Khreschatyk em 1994. Em 1998, o desfile incluiu a presença veículos militares pela primeira vez desde 1990. Em 2014, o desfile foi realizou a sua primeira Marcha da Independência.

## 1994
O comandante do desfile foi o líder do Distrito Militar de Kiev, Ivan Bizhan, e inspecionando o desfile estava o Ministro da Defesa, Vitaly Radetsky.

## 2001

Os presidentes Putin e Kuchma durante o desfile de 2001.

No seu décimo aniversário de independência em 2001, Kiev realizou o seu maior desfile até então. 173 itens de equipamento e 6.530 soldados fizeram parte do evento. Soldados, o quais estavam vestidos em antigos uniformes cossacos, também fizeram parte do desfile. Uma nova fileira de T-84 participou do desfile pela primeira vez. Lviv, Vinnytsia, Odessa, Chernigov e Sebastopol nesse ano, inauguraram desfiles em suas áreas. O presidente da Rússia, Vladmir Putin, o presidente da Polônia, Aleksander Kwaśniewski e o presidente da Macedônia, Boris Trajkovski participaram do desfile.

## 2003
O desfile de 2003, celebrando o décimo segundo aniversário de independência, incluiu mais de 5.000 soldados de 16 batalhões. O Hino Nacional também foi cantado pelo artista folk ucraniano Ivo Bobul. O desfilo não incluiu equipamente militar. O comandante do desfile foi o líder do Kiev Garrison, Coronel-General Petro Shulyak. Inspecionando o desfile estava o Ministro da Defesa Yevhen Marchuk.

## 2004
O desfile de 2004 não fez use de equipamento militar. 19 batalhões de soldados fizeram parte do evento. Os oficiais quo participaram do desfile receberam um distintivo comemorativo em honra ao vigésimo terceto aniversário de independência.

## 2008

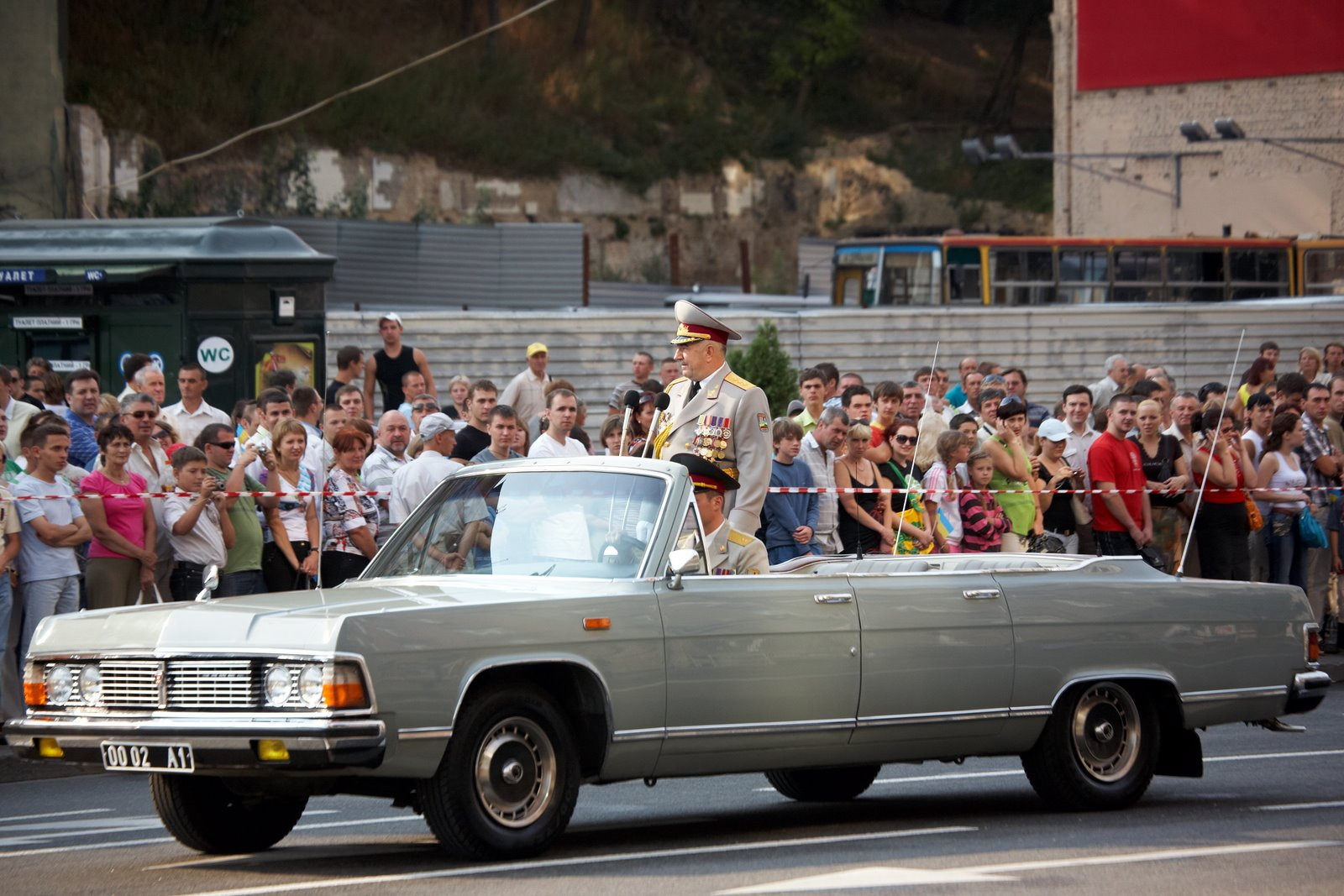
Oficial durante o desfile de 2008

Esse desfile foi o primeiro desde 2004, devido à falta de fundos para os desfiles. Esse desflie celebrou o décimo sétimo aniversário de independência. Participaram do desfile, 144 unidades da Terra, 22 aeronaves, 8 helicópteros, e mais de 3.500 tropas.

## 2009

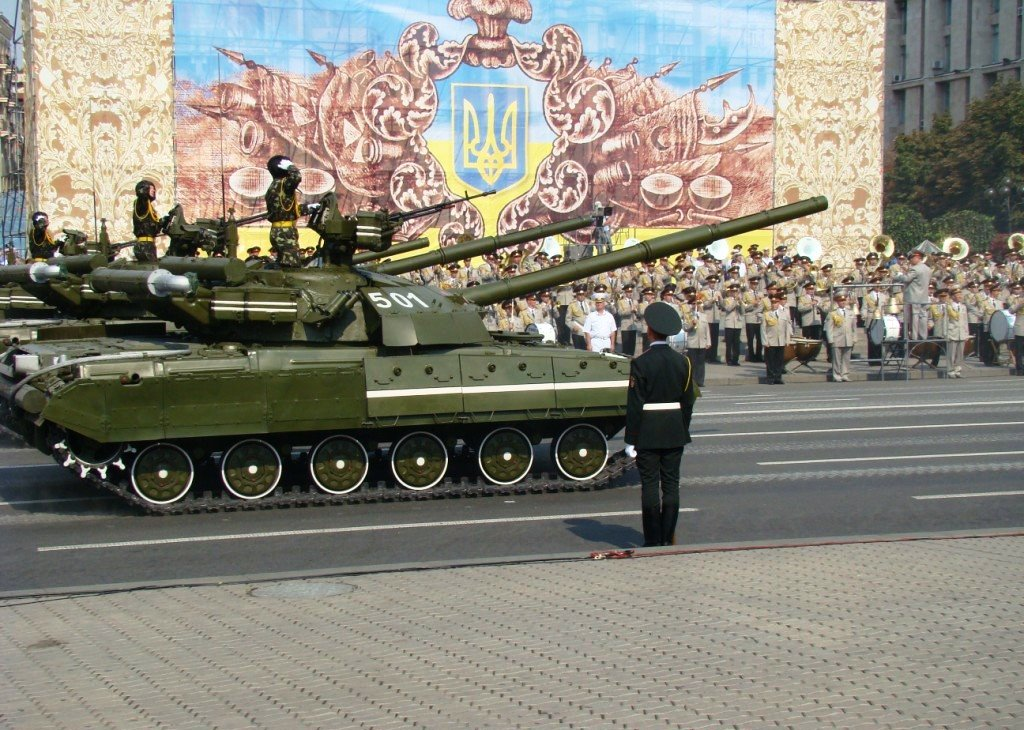
Tanques ucranianos T-64 durante o desfile do Dia da Independência em Kiev, Ucrânia, em 2008.

Em 2009, 3.400 soldados marcharam em Khreshchatyk em homenagem ao décimo oitavo aniversário de independência. Trinta e cinco aviões, incluindo bombardeiros, aeronaves de ataque e helicópteros de combate sobrevoaram a cidade durante o desfile. O destaque do evento foi o Antonov. O acompanhamento musical foi fornecido por uma banda de 18 equipes das Forças Armadas da Ucrânia. Comandando o desfile estava o Coronel-General Ivan Svyda, do Exército da Ucrânia. O evento foi inspecionado pelo Chefe do Exército Geral do Estado-maior da Ucrânia, General Sergey Kirichenko.

## 2014
O desfile de 2014 foi liderado pelo Tenente-General Anatoly Pushnyakov. A capital foi enfileirada por 50 itens de equipamentos militares, incluindo modelos novos do BTR-3 e a "Vespa", arma anti-aeronave. Fizeram parte do desfile mais mil tropas das Forças Armadas, o Ministério do Interior e o Serviço Nacional de Barreiras.

## 2015
O desfile aconteceu sem a participação de veículos militares. No discurso do presidente Poroshenko, ele mencionou a Batalha de Ilovaisk e prometeu não conceder perdão aos seus responsáveis. Nesse dia, caracterizou o protocolo Minsk II como incontestado. Havia mais 2.300 soldados participando do desfile. Quatorze unidades carregaram bandeiras em homenagem com uma faixa de combate "Por coragem e bravura".

## 2016

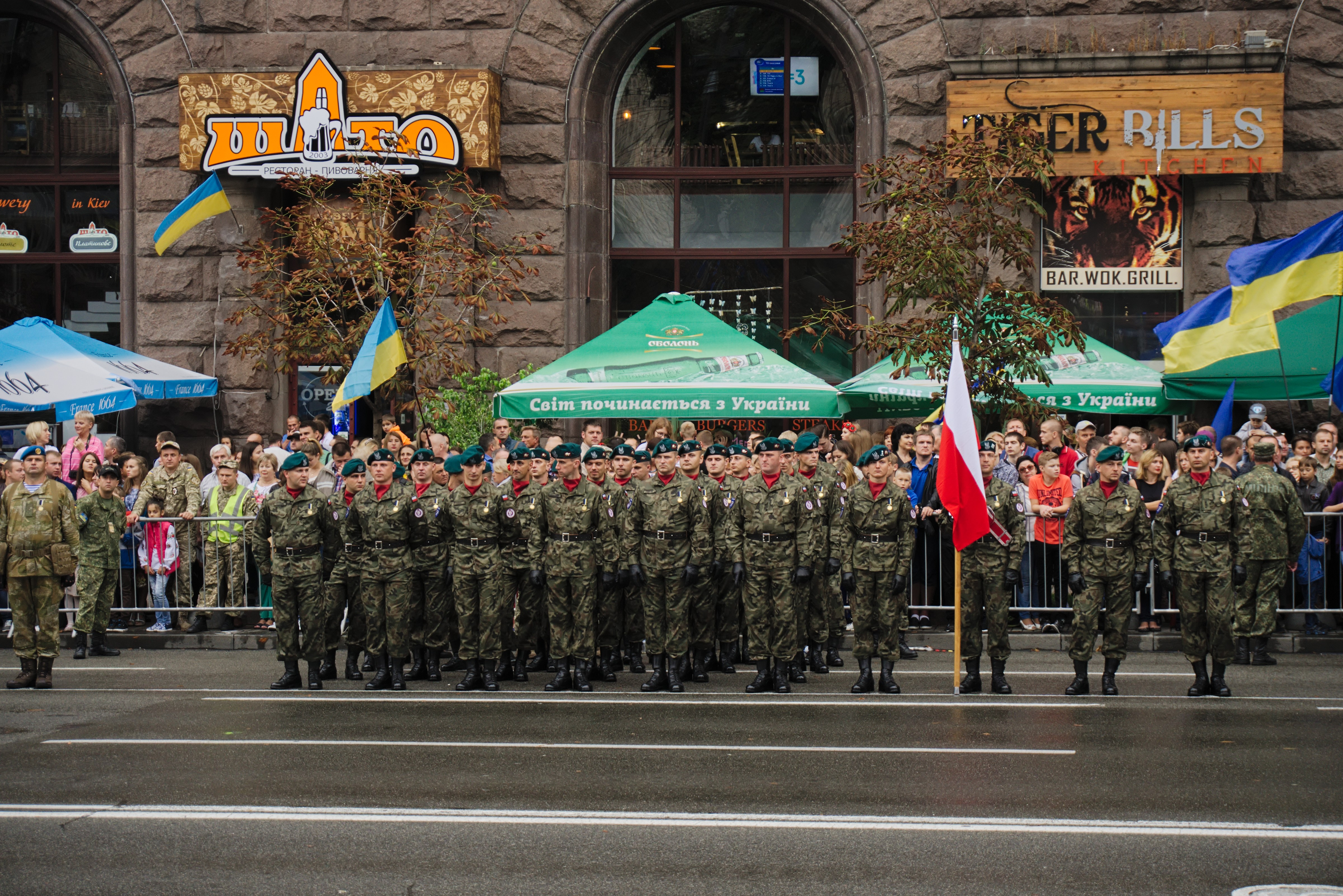
Membros da Brigada Lituano-polaco-ucraniana na rua durante o desfile 2016.

O desfile de 2016 celebrou o vigésimo quinto aniversário da independência da Ucrânia. O evento envolveu a presença de mais de 4.000 soldados das Forças Armadas, e mais de 200 itens de equipamentos militares. O comandante do desfile foi o Tenente-General Serhiy Popko. Os soldados marcharam em novos modelos de uniformes. Partipantes do desfile fizeram homenagens aos herois ucranianos mortos. Um minuto de silêncio foi acompanhado canção popular Plyve Kacha po Tysyni.
O presidente da Polônia, Andrzej Duda, participou das celebrações. A Brigada Lituano-polaco-ucraniano também participiou do desfile. 

## 2017
Em 2017, o vigésimo sexto aniversário da independência da Ucrânia será celebrado com um desfile na Praça da Independência. Membros das Forças Armadas da Geórgia liderados pelo Ministro da Defesa da Geórgia, Levan Izoria, vão participar do evento.  4.500 tropas participarão do desfile. 9 unidades da OTAN também participarão das celebrações.
Convidados:
- Ministros da Defesa: Estados Unidos da América,[9] Geórgia, Lituânia, Latvia, Moldova, Poland, Montenegro, Estônia, Reino Unido.

Haverá também exibição de equipamente militar na Praça Mikhaylivska.
- Pela primeira vez, haverá uma faixa militar da Terceira Divisão do Rifle de Ferro do Exército Popular da Ucrânia - uma das unidades de combate mais famosas dos tempos da Revolução ucraniana de 1917-1921;
- Pela primeira vez, haverá uma faixa militar do Primeiro Regimento Ucraniano de Bohdan Khmelnitsky, o qual foi formado em Kiev em maio de 1917, o qual lutou contra o Exército da UPR;
- Pela primeira vez, também se tocará uma versão moderna do hino da Organização Ucraniana dos Nacionalistas, "Nós nascemos em um bom momento", a Marcha do Exército Ucraniano, de Oleg Skrypka;
- O desfile vai apresentar a marcha escrita pelo compositor Nikolai Lysenko, a qual era usada pelo Exército Popular da República da Ucrânia;
- Unidades militares receberão nomes de figuras históricas:
- A 72 brigada mecanizada independente receberá o nome da formação militar do Exército da UPR - Black Zaporozhians;
- A 24 brigada mecanizada independente receberá o nome do Rei Danylo.

Outras unidades também receberão os nomes do coronel do Exército Popular da República da Ucrânia e do fundador da Organização dos Nacionalistas da Ucrânia, Yevhen Konovalets e Hetman Ivan Vyhovsky, sob cuda liderança, os Cossacos derrotaram o exército dos Moscowites, próximo a Konotop em 1659.

## Galeria

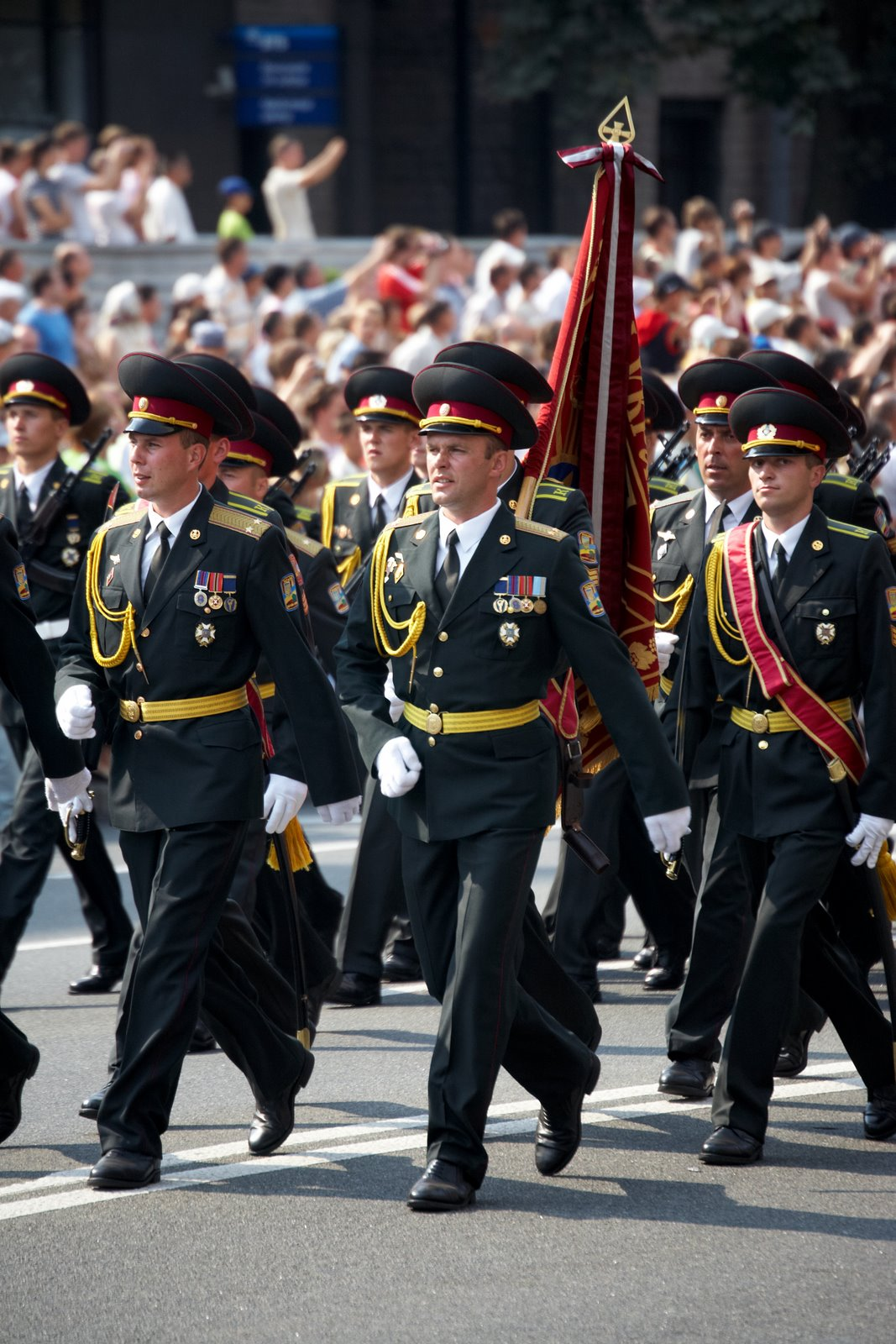
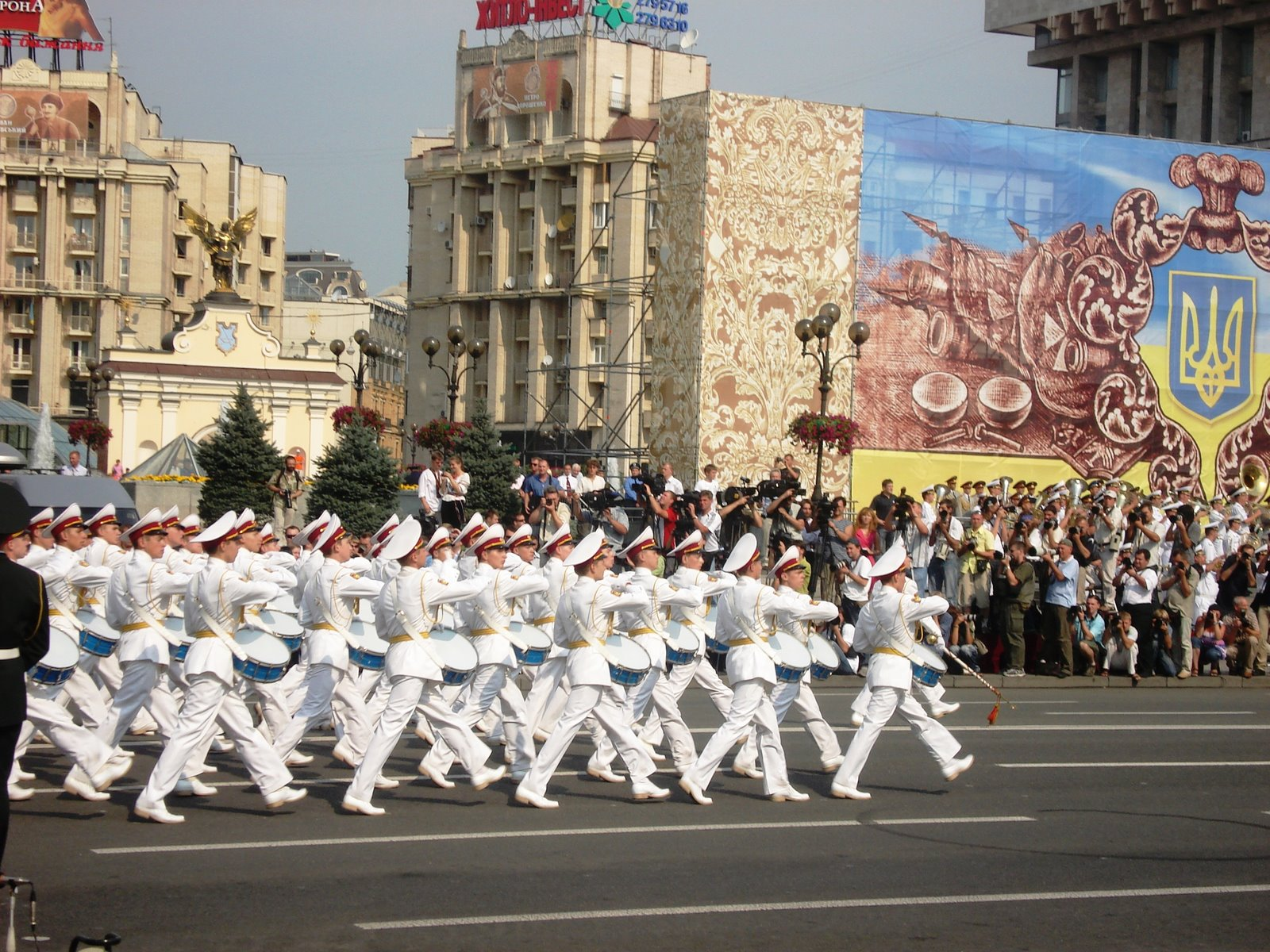
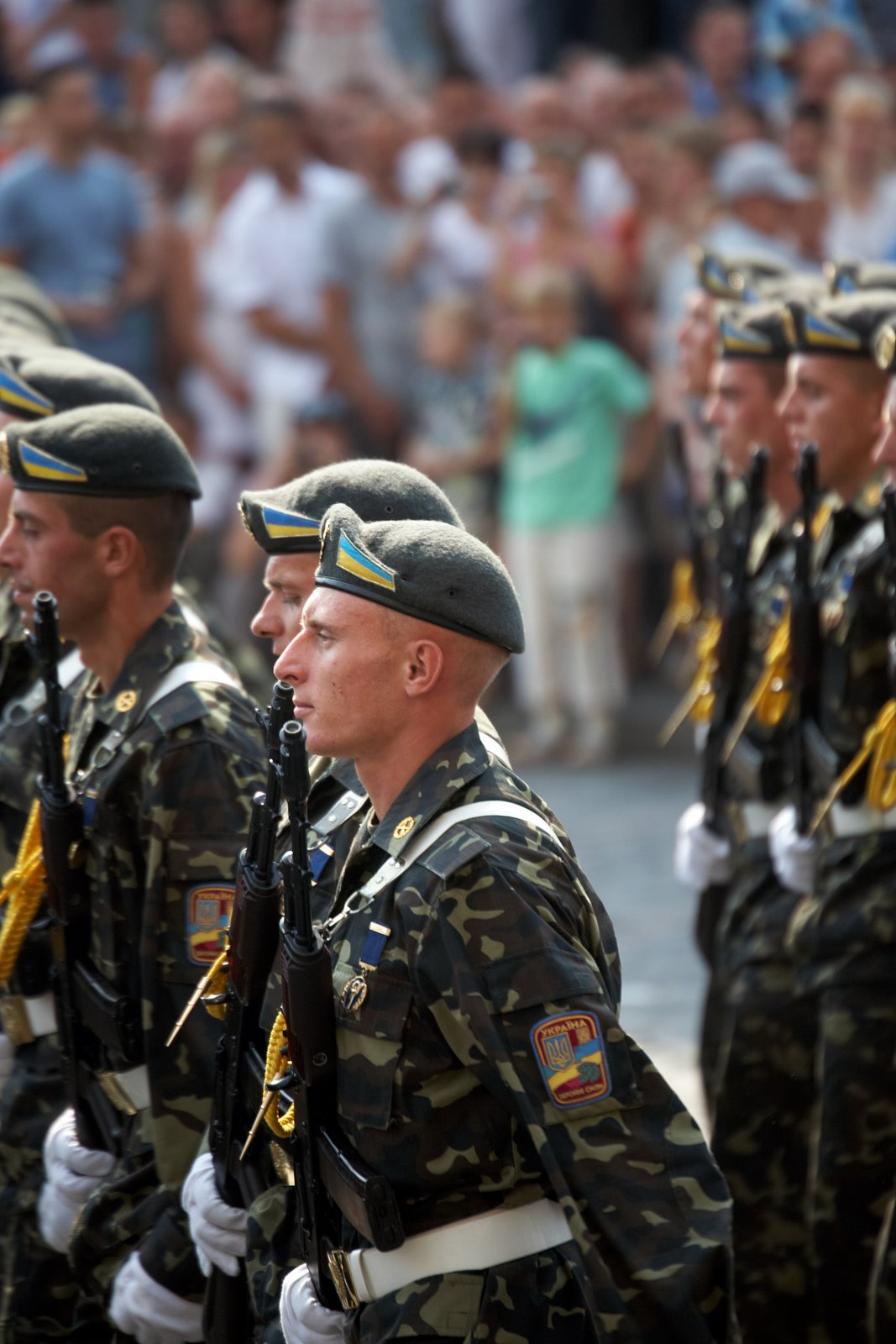
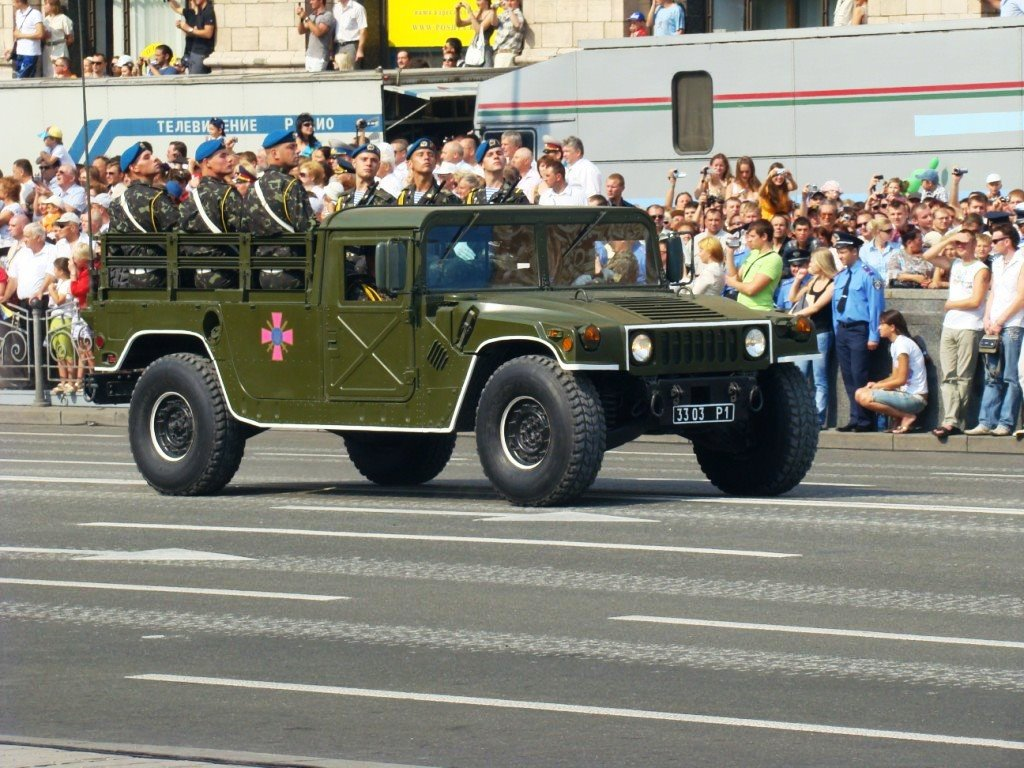
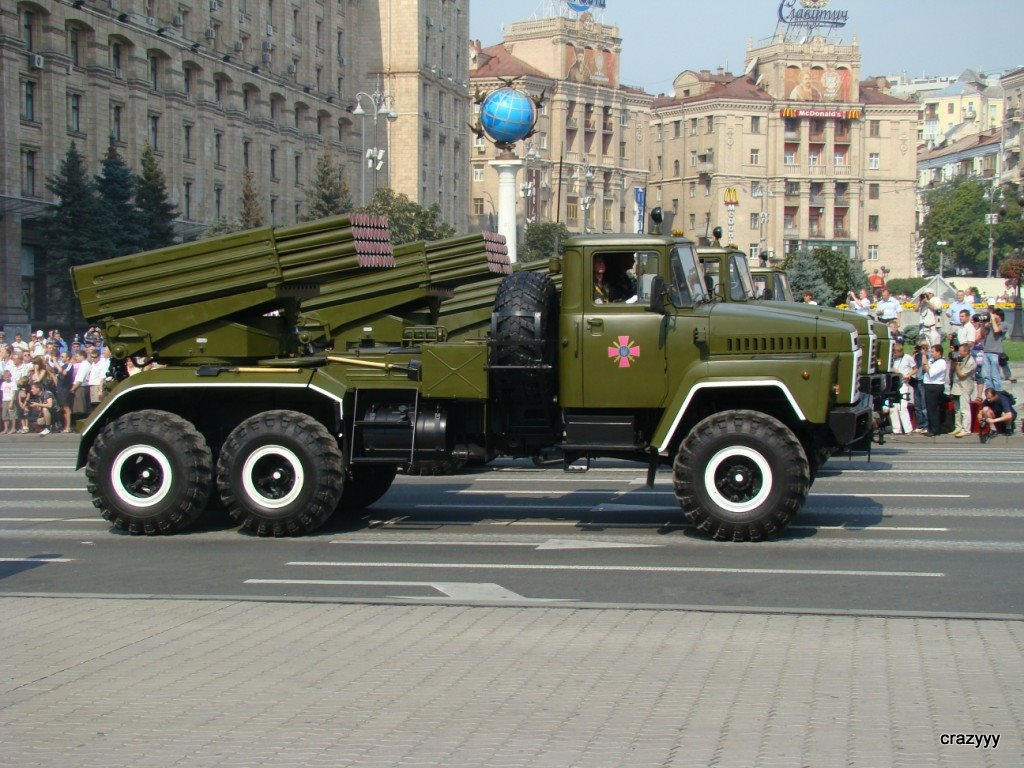
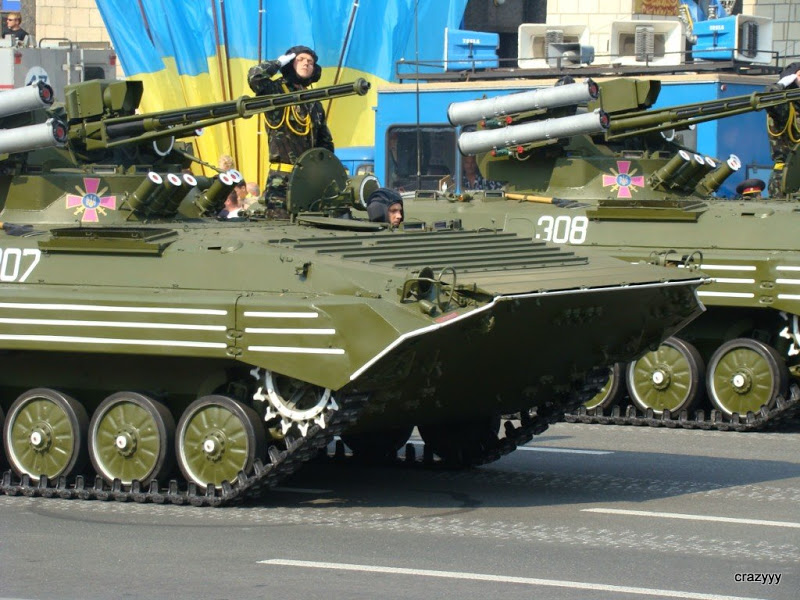
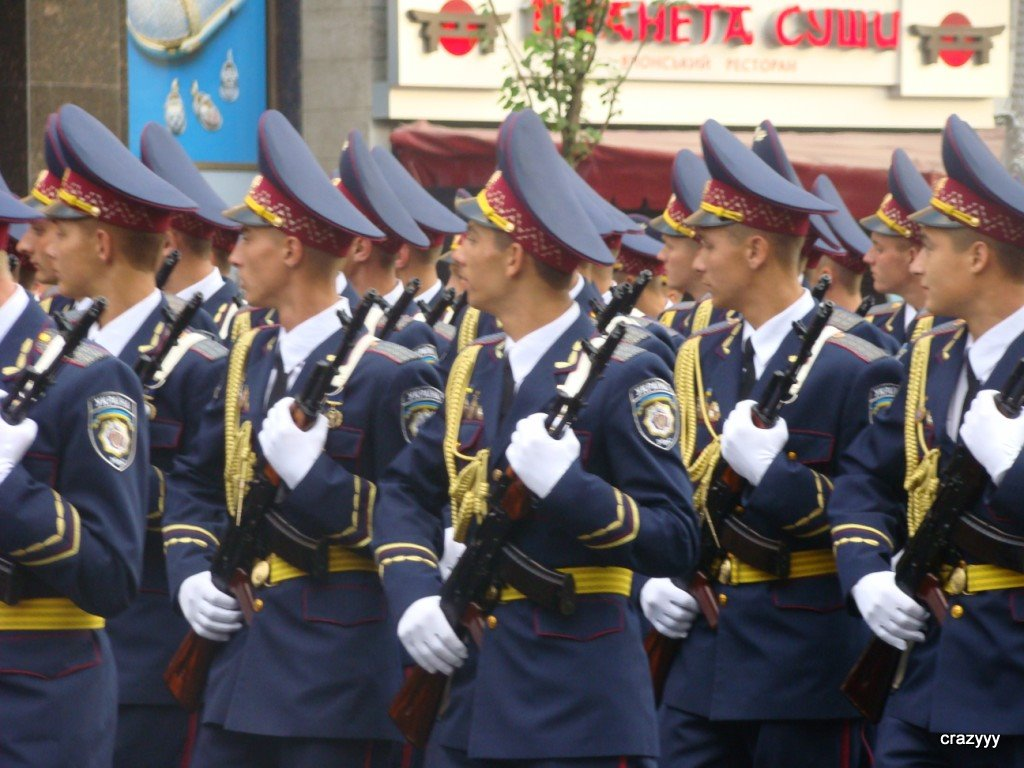
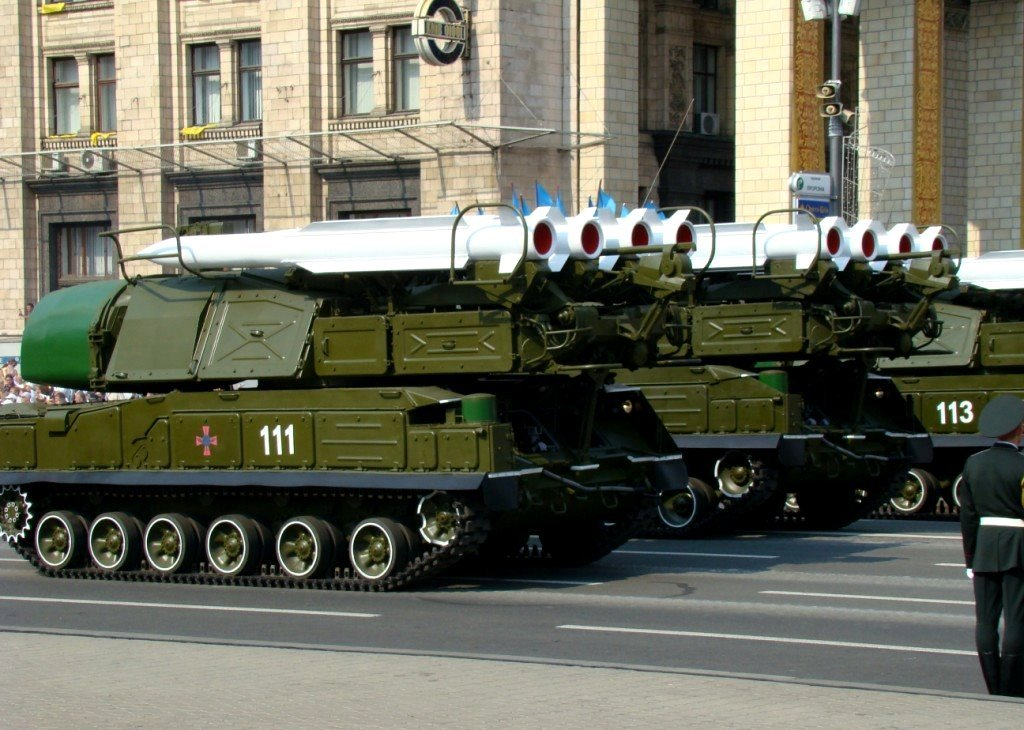
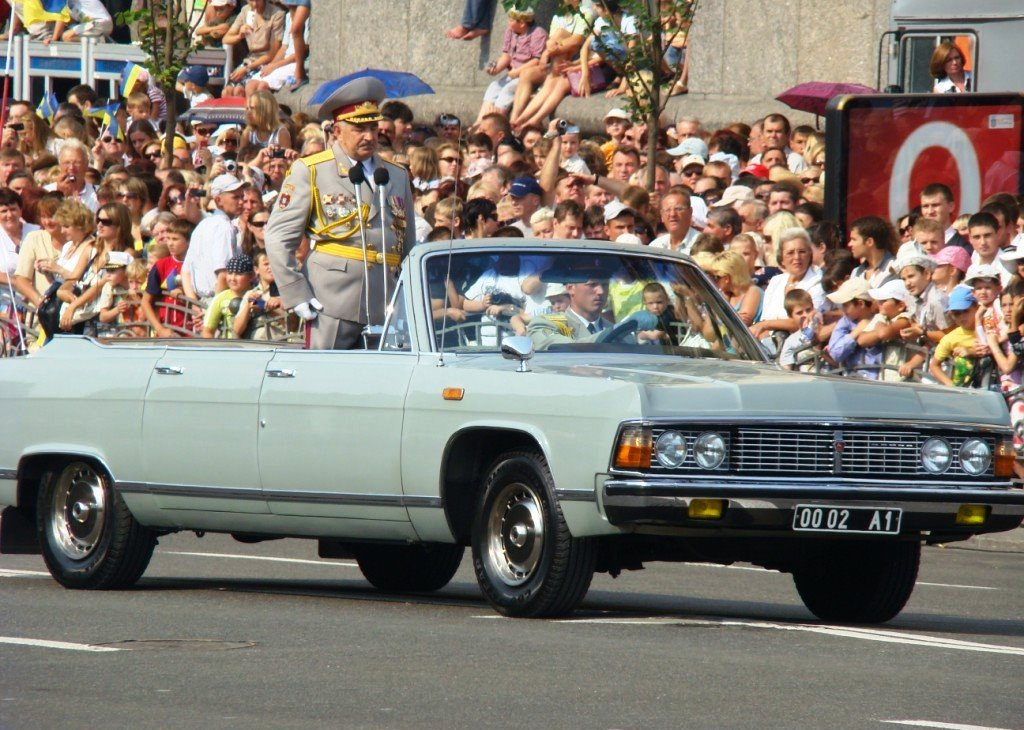
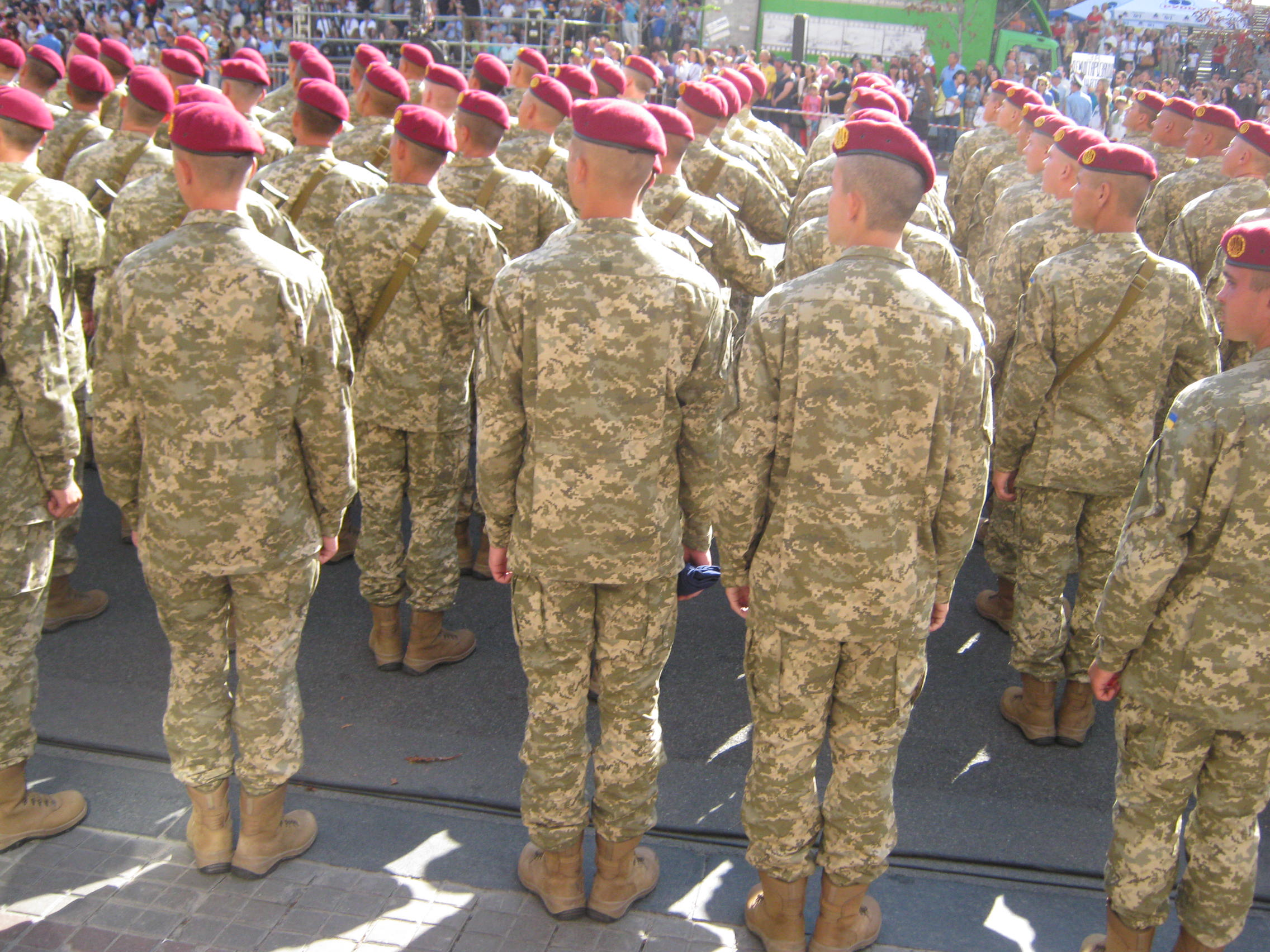
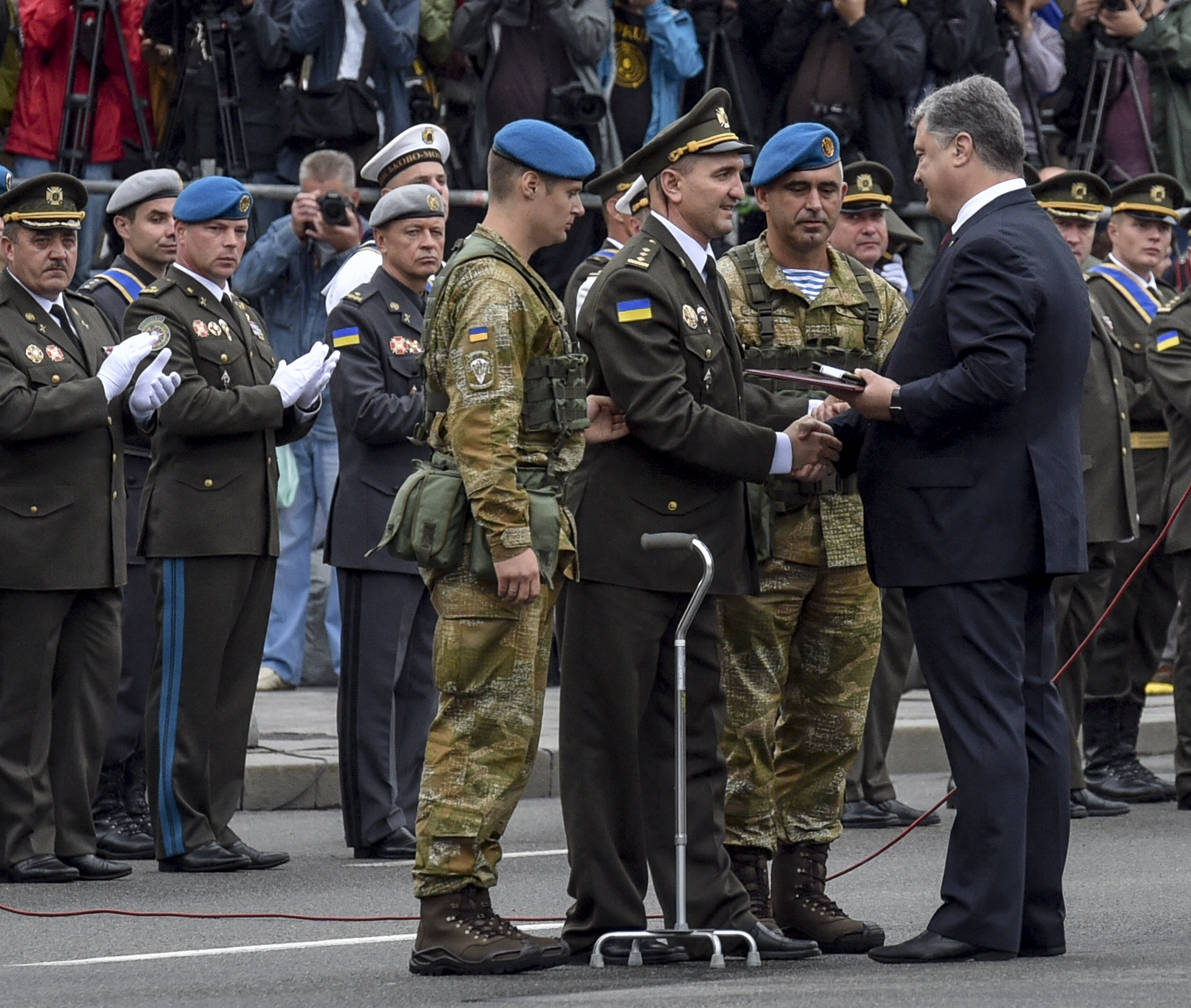
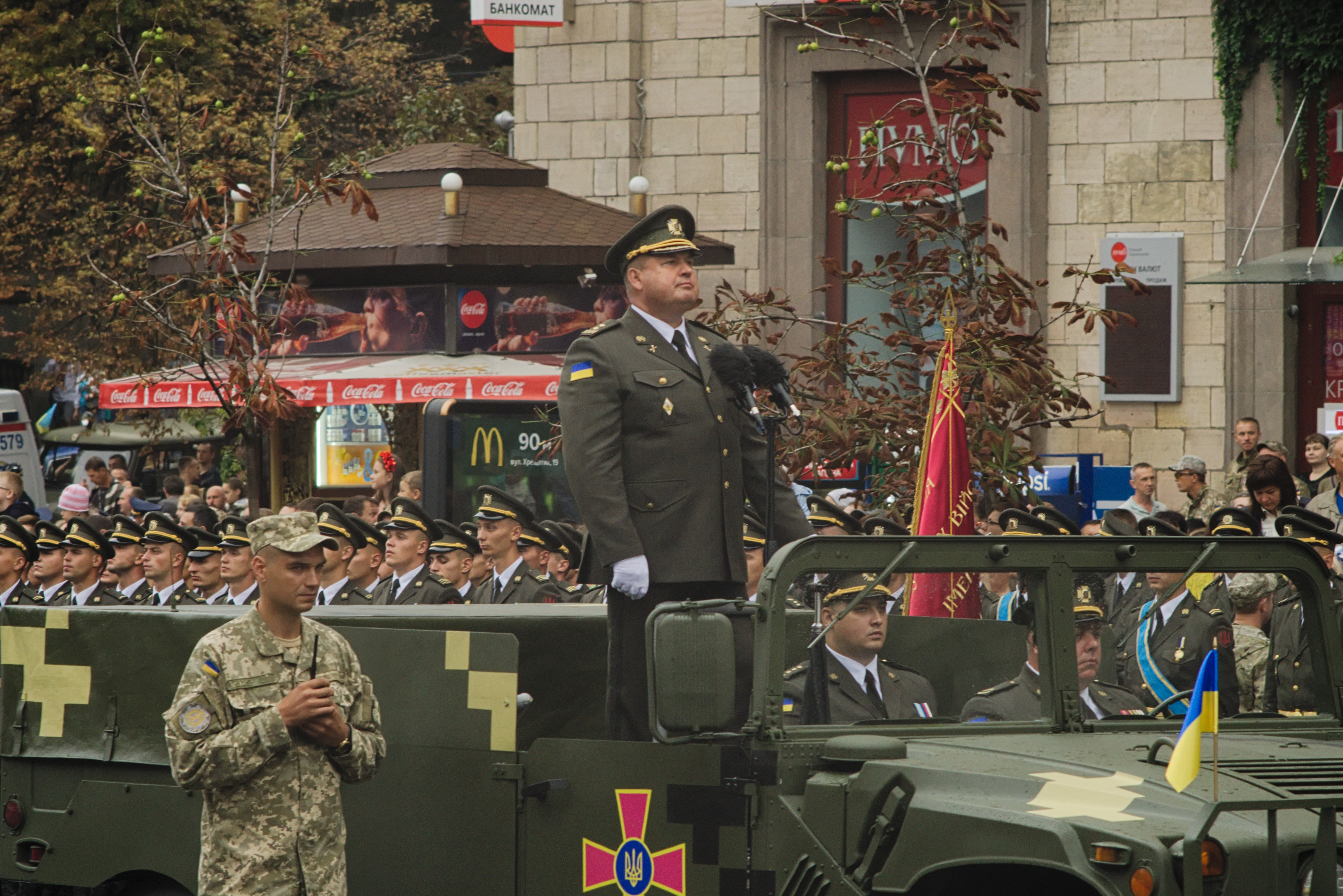
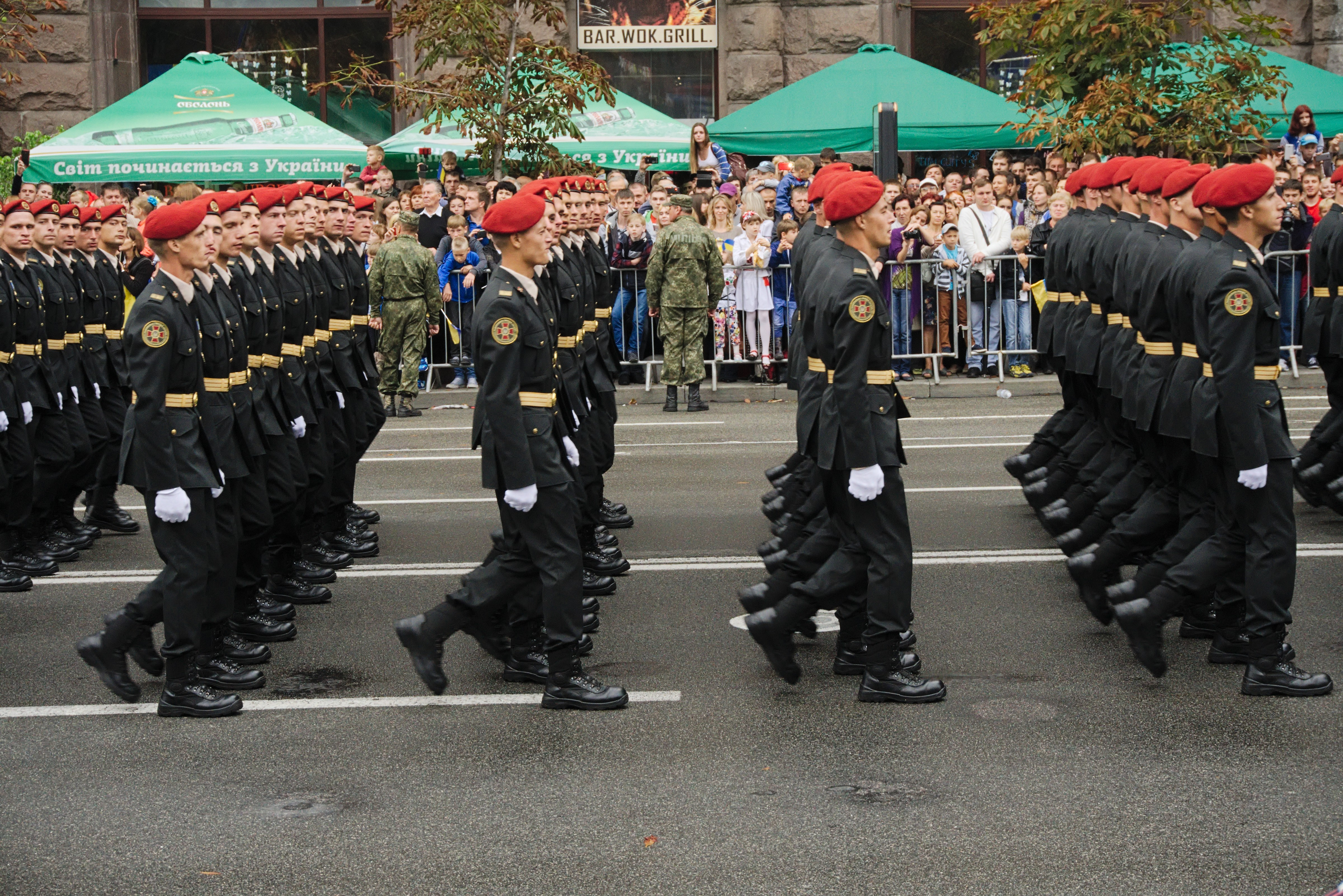
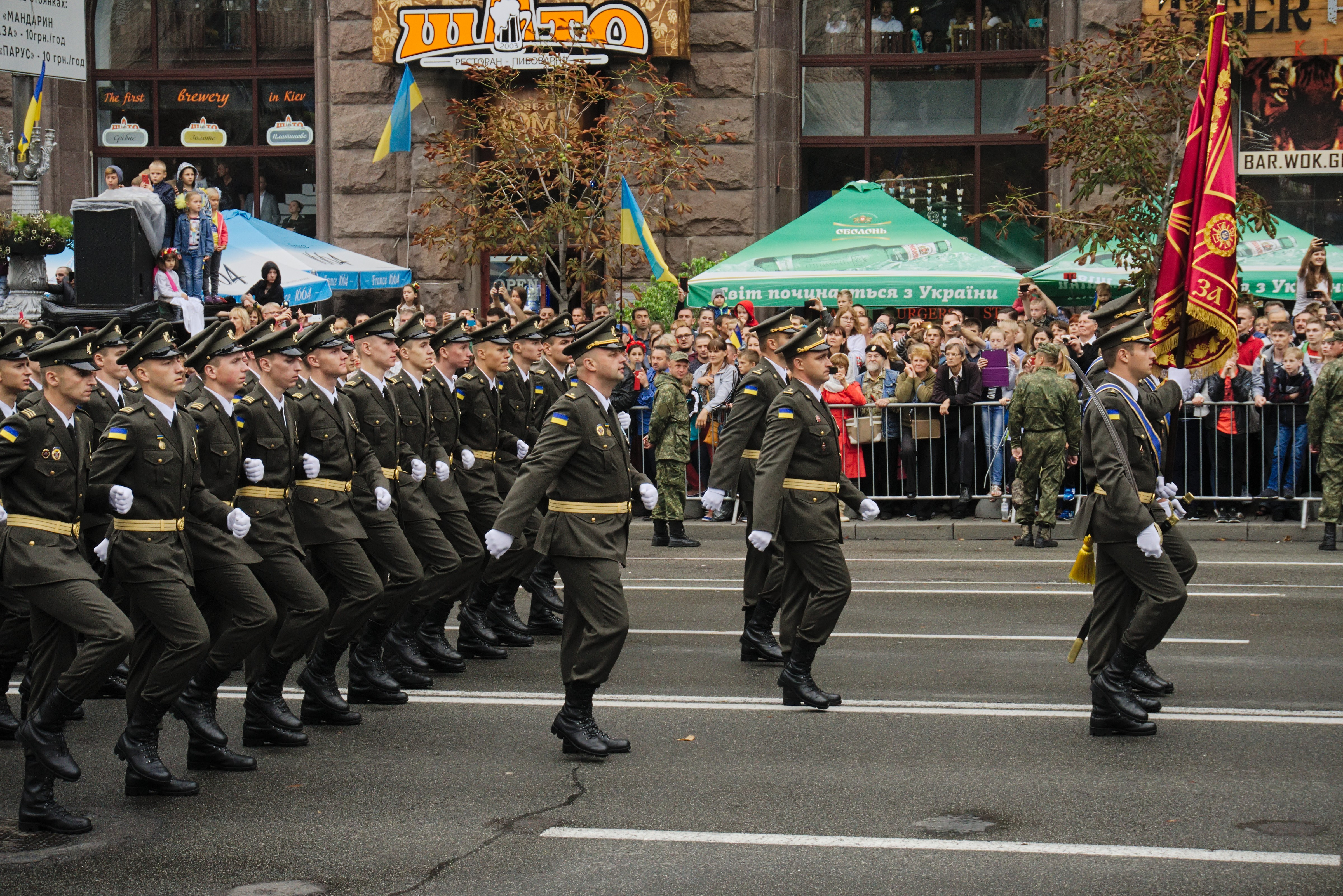
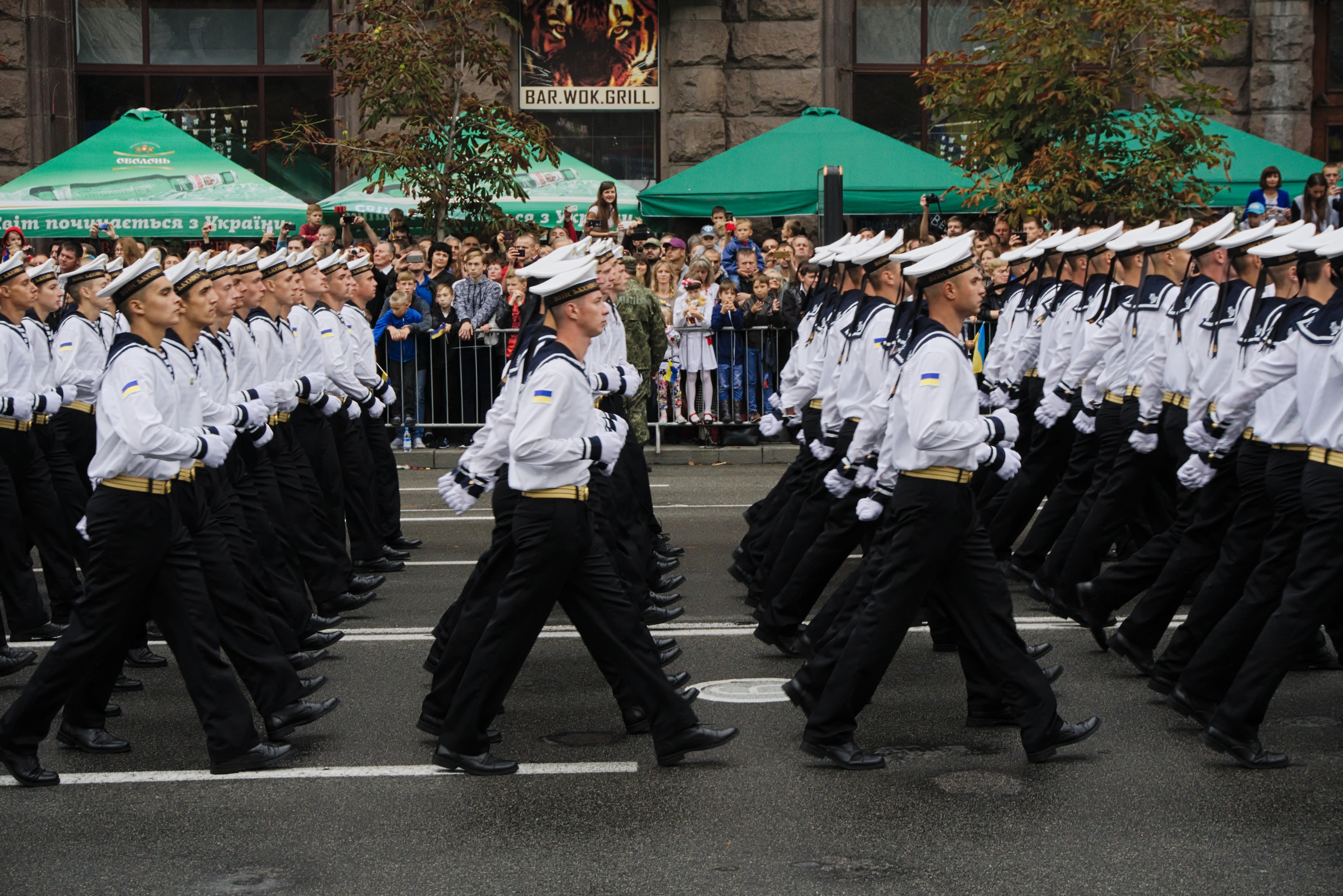
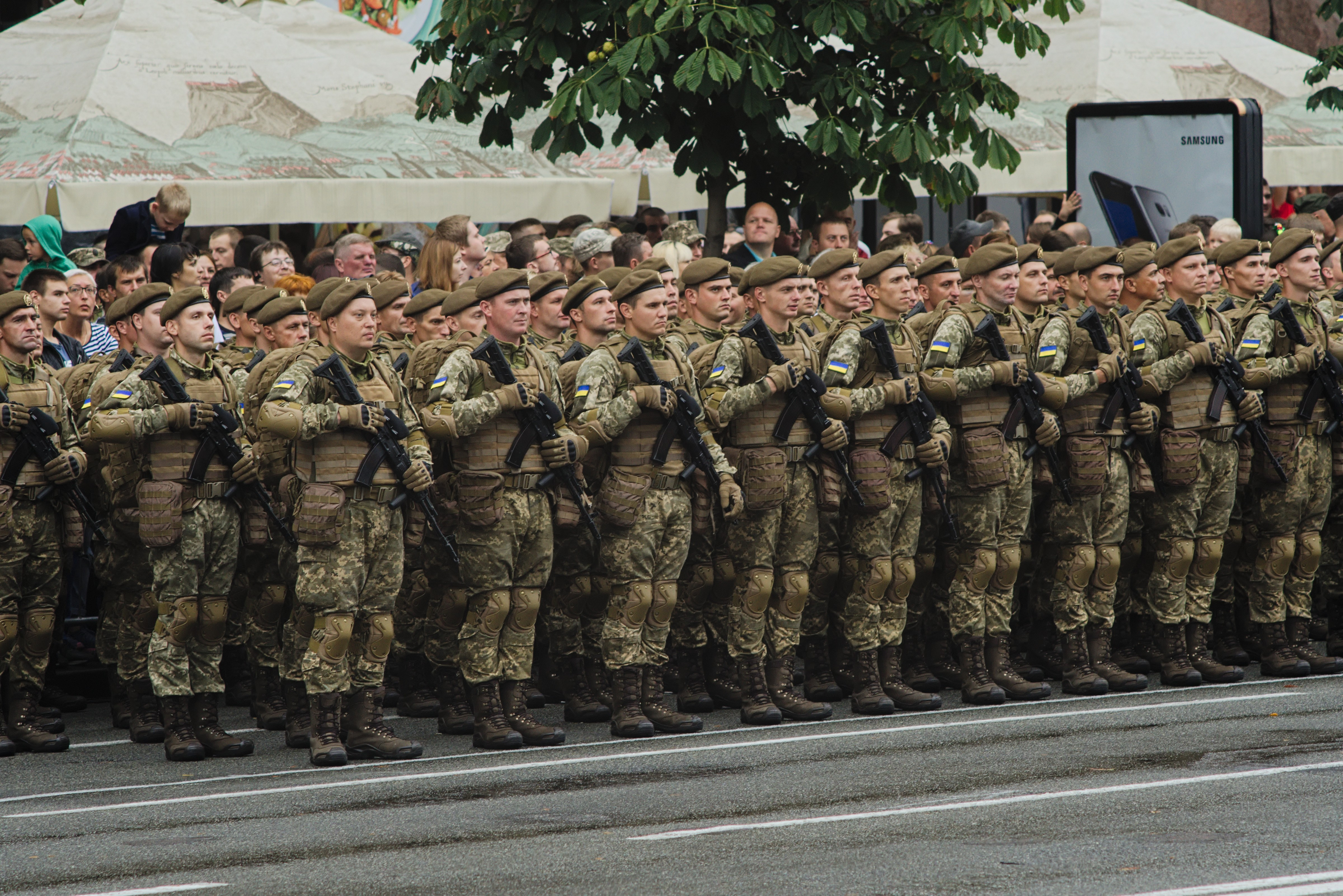

## Videos
- Desfile em homenagem ao Dia da Independência da Ucrânia. 24 de agosto de 1999
- Desfile em homenagem ao Dia da Independência da Ucrânia. 24 de agosto de 2001
- Desfile em homenagem ao Dia da Independência da Ucrânia. 24 de agosto de 2003
- Desfile em homenagem ao Dia da Independência da Ucrânia. 24 de agosto de 2004
- Desfile em homenagem ao Dia da Independência da Ucrânia. 24 de agosto de 2008
- Desfile em homenagem ao Dia da Independência da Ucrânia. 24 de agosto de 2009
- Desfile em homenagem ao Dia da Independência da Ucrânia. 24 de agosto de 2014
- Desfile em homenagem ao Dia da Independência da Ucrânia. 24 de agosto de 2015
- Desfile em homenagem ao Dia da Independência da Ucrânia 24 de agosto de 2016
- Desfile em homenagem ao Dia da Independência da Ucrânia. 24 de agosto de 2017